# Ca l'Artau (Vilobí d'Onyar)
Ca l'Artau és una obra del municipi de Vilobí d'Onyar (Selva). Aquest mas apareix en un capbreu de 1338, tot i que l'edifici actual és del segle xviii. És un edifici que forma part de l'Inventari del Patrimoni Arquitectònic de Catalunya.

## Descripció
L'edifici actual de ca l'Artau data del segle xvii. És una casa de tres plantes, vessants a laterals i cornisa catalana. Hi ha dos portes d'accés, el portal principal de mig punt amb grans dovelles i, a l'esquerra, una porta quadrangular amb llinda monolítica. La resta d'obertures són quadrangulars amb llinda monolítica. Les del primer pis tenen motiu ornamental de fulla de roure i han estat reconvertides en portes que s'obren a tres balcons amb barana de ferro forjat. A la banda dreta del pis superior hi ha una galeria amb arcs de mig punt, tres a la part frontal i sis al lateral, amb barana de gelosia de rajol. L'edifici principal té adossades altres construccions que són ampliacions i dependències de treball fetes de maçoneria i de rajol. Al davant trobem una gran era circular pavimentada amb toves i voltada d'un mur perimetral de pedra i rajol.

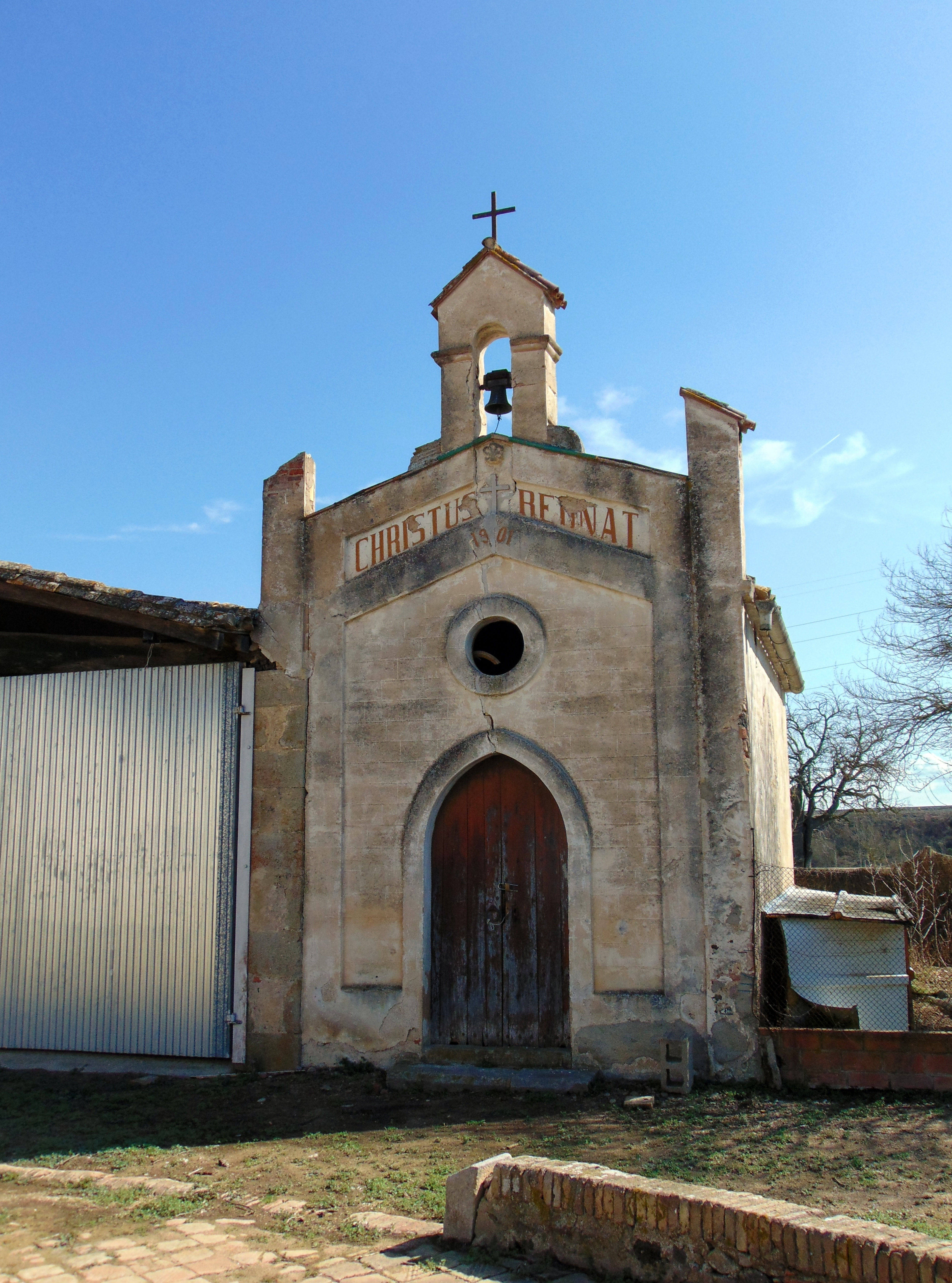

Té una capella exempta que data de l'any 1901. El temple està dedicat al Sagrat Cor i és d'una sola nau, amb portalada d'arc apuntat, un ull de bou circular i campanar d'espadanya d'un sol ull, coronat per una creu de ferro. A la part superior de la façana trobem una inscripció pintada "CHRISTUS REINAT" i la data de 1910. El parament de rajol arrebossat es troba en força mal estat. L'edifici té adossat un garatge al costat esquerre.